# Robert Blaser
Robert Blaser (ur. 16 lutego 1948) – szwajcarski zapaśnik walczący w obu stylach. Olimpijczyk z Monachium 1972, gdzie odpadł w eliminacjach w kategorii 74 kg. 
- Turniej w Monachium 1972 – styl klasyczny

Przegrał ze Finem Eero Tapio i zawodnikiem NRD Klausem Pohlem.
- Turniej w Monachium 1972 – styl wolny

Pokonał Bachira Assi z Libanu i Austriaka Bruno Hartmanna. Przegrał z Francuzem Danielem Robinem i Bułgarem Janczo Pawłowem.